# Barletta-Andria-Trani
A Barletta-Andria-Trani é uma província da Itália instituída pela Lei 148 de 11 de junho de 2004na região da Apúlia.
Por conseguinte, estima-se que a população total seja de cerca de 384 293 habitantes, com densidade de 249,76 hab/km². Esta província fará fronteira a noroeste com a província de Foggia, a nordeste com o Mar Adriático, a sudeste com a província de Bari, e a sul com a região da Basilicata (província de Potenza).

## Comunas
A província compreende 10 comunas:
Desincorporadas da província de Bari:
- Barletta, Andria e Trani (capitais conjuntas)

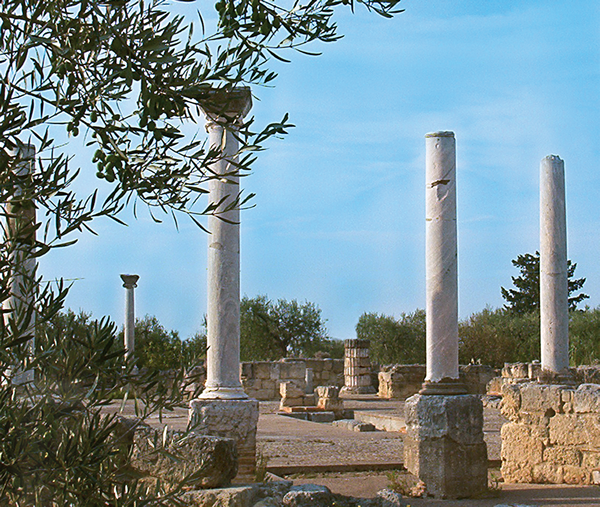
Templo antigo em Canosa di Puglia.

- Bisceglie
- Canosa di Puglia
- Minervino Murge
- Spinazzola

e da província de Foggia:
- Margherita di Savoia
- San Ferdinando di Puglia
- Trinitapoli.[1][2][3]